# Estadio Único Madre de Ciudades
Het Estadio Único Madre de Ciudades is een multifunctioneel stadion in Santiago del Estero, een stad in Argentinië.
De opening van het stadion vond plaats 4 maart 2021 met de finale om de Argentijnse Supercup. De wedstrijd ging tussen Racing Club de Avellaneda en CA River Plate. Voorafgaand vond een korte ceremonie plaats om het stadion officieel te openen. Bij de opening was de Argentijnse president Alberto Ángel Fernández aanwezig.
Het stadion wordt vooral gebruikt voor voetbalwedstrijden, het Argentijns voetbalelftal maakt gebruik van dit stadion voor het spelen van onder andere kwalificatiewedstrijden. In 2021 staan er twee wedstrijden gepland voor de Copa América.
In het stadion is plaats voor 28.000 toeschouwers.